# Bradbury Building
El Bradbury Building  es un punto de referencia arquitectónico situado en la esquina de 304 South Broadway y West 3rd Street en Los Ángeles, California.
Construido en 1893, este edificio de oficinas de cinco plantas es principalmente conocido por su monumental entrada, sus escaleras y ascensores y su ornamentación de hierro.
Este edificio es propiedad del empresario minero Lewis L. Bradbury y construido por George Wyman siguiendo el diseño original de Sumner Hunt. Aparece en muchas obras de ficción y ha sido utilizado para grabaciones de cine y televisión.
Su interior aparece en escenas de grandes producciones cinematográficas. Se hizo muy popular cuando apareció en la película Blade Runner de 1982.

## Galería

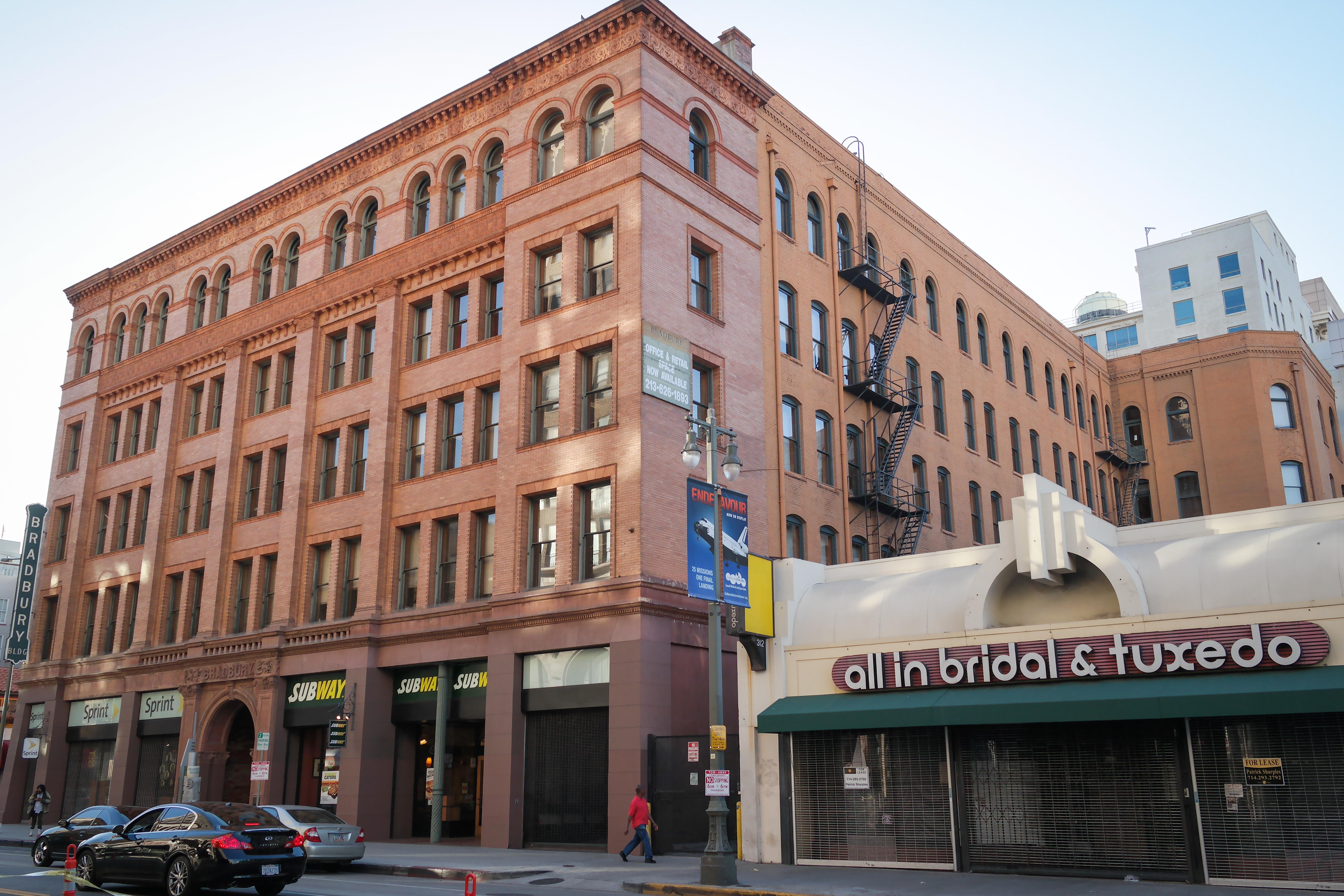
Fachada principal
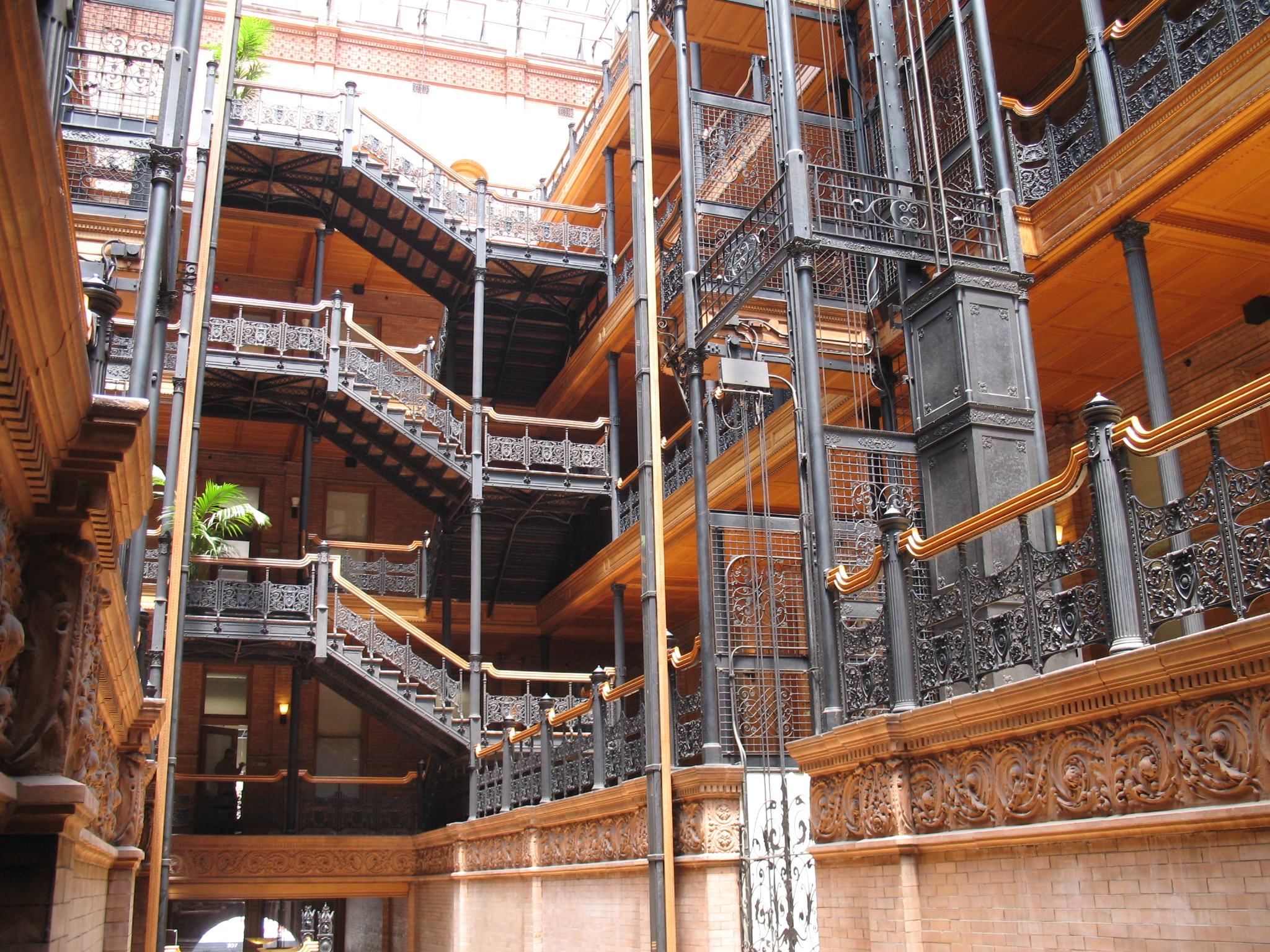
Interior